# فهرست شخصیت‌های وقت ماجراجویی
مجموعه تلویزیونی آمریکایی وقت ماجراجویی شامل شخصیت‌های خیالی است که توسط پندلتون وارد ساخته شده است. این مجموعه حول ماجراجویی‌های فین (با صدای جرمی شادا)، یک پسر انسان نوجوان و بهترین دوست او جیک (با صدای جان دیماجیو)، سگی با قدرت جادویی می‌چرخد. فین و جیک در سرزمین اوو پس از آخرالزمان زندگی می‌کنند، و ماجراجویی می‌کنند، در طول راه، آنها با دیگر شخصیت‌های اصلی ارتباط برقرار می‌کنند: مانند پرنسس بابلگام (با صداپیشگی هیندن والچ)، شاه یخی (با صداگذاری تام کنی) و مارسلین ملکه خون‌آشام (با صداپیشگی اولیویا اولسون).

## شخصیت‌های اصلی
فین آدمیزاد
با صدای
- جرمی شادا (مجموعه تلویزیونی)[۱]
- زاک شادا (نسخه آزمایشی کوتاه)[۲]

فین آدمیزاد پسر بچه ای است که چیزی جز ماجراجویی و صرفه جویی در روز را دوست ندارد. او کلاهی بر سر دارد که موهای زرد و بسیار بلند او را می‌پوشاند هنگامی که فین کودک بود، او را رها کردند. او توسط والدین جیک، جاشوا و مارگارت، به فرزندی پذیرفته شد، همان‌طور که در قسمت "Memories of Boom Boom Mountain" شرح داده شده است. فین که خود را یک قهرمان می‌داند، عاشق ماجراجویی است و مدت‌ها پیش سوگند یاد کرده بود که به هرکسی که نیازمند باشد کمک خواهد کرد، اما در موقعیت‌هایی که لازم است کارهای دیگری غیر از جنگ را انجام دهد، دچار مشکل می‌شود. فین پس از اینکه نتوانست با پرنسس بابلگام باشد، رابطه ای را با پرنسس آتش شروع کرد که تا قسمت "Frost & Fire" ادامه داشت. در قسمت "Billy's Bucket List"مشخص شده است که مارتین، پدر فین، زنده است و در ابعادی به نام ارگ محبوس است که زندان خطرناکترین جنایتکاران است. اقدامات فین و جیک، همراه با اقدامات لیچ، باعث می‌شود که مارتین آزاد شود. فین به زودی می‌فهمد که مارتین خلافکار است، و در هرج و مرج پس از آن، فین بازوی راست خود را که گیاهی بود از دست می‌دهد. اما بعداً آن را دوباره در قسمت "Breezy" دریافت می‌کند. فین قبل از اینکه با بازوی مکانیکی مجهز شود، آن را دوباره در "Reboot" از دست می‌دهد. دست گیاهی فین وقتی از فین جدا می‌شود با شمشیر او مخلوط می‌شود و شخصیت فرن را تشکیل می‌دهد. بازوی مکانیکی فین می‌تواند به سلاح‌های مختلف تبدیل شود.

## جیک سگ
با صدای جان دیماجیو
جیک سگ بهترین دوست و برادر ناخوانده فین است. او ۲۸ سالش است و نژادش بولداگ هست. اپیزود "Joshua & Margaret Investigations" نشان می‌دهد که هنگامی که جاشوا و مارگارت - والدین فین و جیک - در حال تحقیق بودند، یک موجود تغییر شکل دهنده جاشوا را گاز گرفت. جاشوا، که توسط سم موجود آلوده شده بود، جیک را از سر خود زایمان کرد. قدرت جادویی جیک به او اجازه می‌دهد تا هر قسمت از بدن خود را به هر شکل و اندازه ای دراز کند، از غول پیکر شدن تا فوق‌العاده کوچک شدن. قدرت وی به‌طور قابل ملاحظه ای به فین در جنگ و حمل و نقل کمک می‌کند، اما همچنین گاهی چیزی غیر از شکل‌های خنده دار نیز به کار نمی‌رود. جیک به عنوان یک فرد معتمد و مربی برادر پرانرژی خود، در اکثر مواقع رفتاری آرام دارد، اما عاشق ماجراجویی است و در صورت لزوم با اشتیاق می‌جنگد. جیک با لیدی رنیکورن در ارتباط است و آنها ۵ فرزند دارند که در قسمت "Jake the Dad" دیده می‌شود. این دو به دلیل علاقه مشترکشان به نواختن ویولا به سمت یکدیگر کشیده شدند.

## پرنسس بابلگام
با صدای
- هیندن والچ (مجموعه تلویزیونی)[۲۱]
- ایزابلا ایزابلا اکرس (در جوانی)[۲۲]

پرنسس بابلگام یک آدامس بادکنکی است. او حاکم شهر آب نباتی هست. او و فین رابطه پیچیده‌ای دارند. زمان طولانی ای فین به بابلگام علاقه داشت اما بابلگام به فین علاقه ای نداشتدر اپیزود "What Missing Missing"، این فرضیه بیان می‌شود که او و مارسلین ممکن است در گذشته به نوعی رابطه داشته باشند. این موضوع بعداً باعث بحث و جدال آنلاین در مورد گرایش جنسی او و مارسلین شد. در فینال فصل دوم، یعنی قسمت "Mortal Recoil"، پس از اینکه بابلگام توسط لیچ تصرف شد، به دلیل نداشتن آدامس بادکنکی کافی پزشکان برای بازسازی او تا سن مناسب موفق نشدند. بابلگام به عنوان یک نوجوان ۱۳ ساله به زندگی بازگشت. هر چند به نظر می‌رسد که خاطرات او دست نخورده باقی مانده است. در اپیزود "Too Young"، او با جذب قسمتهایی که توسط افراد آب نباتی اش قربانی شده تا بتواند پادشاهی خود را از لیمو ترش (موجودی که توسط خود پرنسس بابلگام ساخته شده است) پس بگیرد، دوباره ۱۸ ساله می‌شود. پس از سروکله زدن با مرگ، او احساس آسیب‌پذیری بیشتر و بیشتری کرده است. در نتیجه، او کلونی را به نام گلیاد ایجاد کرد تا به عنوان وارث خود عمل کند مبادا او بر تخت سلطنت بمیرد. در طول فصل‌های پنجم و ششم، به تدریج مشخص شد که بابلگام دارای یک شبکه جاسوسی پیچیده است، که به او اجازه می‌دهد تقریباً همه افراد اوو را تحت نظر داشته باشد. پرنسس بابلگام می‌خواست بر همه چیز کنترل داشته باشد و معلوم شد او ۸۰۰ سال عمر دارد. بابلگام پس از رای‌گیری از شهروندان آب نباتی برای جایگزینی پادشاه اوو (با صداگذاری اندی دالی)، در فینال دو فصل ششم از بین می‌رود. بابلگام به جای مبارزه با رقیب خود، مایل است با پیشخدمت باتلر به تبعید برود تا اینکه پس از Stakesminiseries به پادشاهی آب نبات بازگشت. در قسمت آخر معلوم شد پرنسس بابلگام مارسلین را دوست داشته است و در آخر آن‌ها با یکدیگر رابطه برقرار کرده‌اند.